# Discografia de Bad Omens
A discografia da banda estadunidense Bad Omens consta em 3 álbuns de estúdio, 17 singles e 16 videoclipes. Formada em 2015 e integrantes da Sumerian Records desde então, a banda iniciou no estilo metalcore estreando com seu álbum auto intitulado em 2016. Foi procedido por Finding God Before God Finds Me em 2019, após a saída do baixista Vincent Riquier. Em 2022, foi lançado o álbum The Death of Peace of Mind, que se tornou um sucesso de crítica e teve os singles disco de ouro "The Death of Peace of Mind" e o viral "Just Pretend".

## Álbuns de estúdio
| Título                          | Detalhes                                                    | Posição de pico nas paradas | Posição de pico nas paradas | Posição de pico nas paradas | Posição de pico nas paradas | Posição de pico nas paradas | Posição de pico nas paradas |
| Título                          | Detalhes                                                    | US Heat.                    | US Ind.                     | US Hard Rock                | US Rock                     | AUS                         | UK Rock                     |
| ------------------------------- | ----------------------------------------------------------- | --------------------------- | --------------------------- | --------------------------- | --------------------------- | --------------------------- | --------------------------- |
| Bad Omens                       | - Lançamento: 19 de agosto de 2016 - Gravadora: Sumerian    | 9                           | 30                          | 13                          | 43                          | —                           | —                           |
| Finding God Before God Finds Me | - Lançamento: 2 de agosto de 2019 - Gravadora: Sumerian     | 4                           | 12                          | 7                           | 21                          | —                           | —                           |
| The Death of Peace of Mind      | - Lançamento: 25 de fevereiro de 2022 - Gravadora: Sumerian | 1                           | 37                          | 11                          | 44                          | 66                          | 24                          |

## Reedições
| Título                    | Detalhes                                                                            |
| ------------------------- | ----------------------------------------------------------------------------------- |
| Concrete Jungle [The OST] | - Lançamento: 31 de maio de 2024 - Gravadora: Sumerian - Formatos: Download digital |

## Singles
| Título                                           | Ano  | Posição de pico nas paradas | Posição de pico nas paradas | Posição de pico nas paradas | Posição de pico nas paradas | Posição de pico nas paradas | Posição de pico nas paradas | Posição de pico nas paradas | Posição de pico nas paradas | Posição de pico nas paradas | Certificações | Álbum                           |
| Título                                           | Ano  | US Dig.                     | US Rock Air.                | US Rock                     | US Alt.                     | US Main.                    | US Hard Rock Dig.           | CAN Rock                    | UK Sales                    | UK Rock                     | Certificações | Álbum                           |
| ------------------------------------------------ | ---- | --------------------------- | --------------------------- | --------------------------- | --------------------------- | --------------------------- | --------------------------- | --------------------------- | --------------------------- | --------------------------- | ------------- | ------------------------------- |
| "Glass Houses"                                   | 2015 | —                           | —                           | —                           | —                           | —                           | —                           | —                           | —                           | —                           |               | Bad Omens                       |
| "Exit Wounds"                                    | 2016 | —                           | —                           | —                           | —                           | —                           | —                           | —                           | —                           | —                           |               | Bad Omens                       |
| "The Worst in Me"                                | 2016 | —                           | —                           | —                           | —                           | —                           | —                           | —                           | —                           | —                           |               | Bad Omens                       |
| "The Fountain"                                   | 2016 | —                           | —                           | —                           | —                           | —                           | —                           | —                           | —                           | —                           |               | Bad Omens                       |
| "Careful What You Wish For"                      | 2018 | —                           | —                           | —                           | —                           | —                           | —                           | —                           | —                           | —                           |               | Finding God Before God Finds Me |
| "The Hell I Overcome"                            | 2018 | —                           | —                           | —                           | —                           | —                           | —                           | —                           | —                           | —                           |               | Finding God Before God Finds Me |
| "Burning Out"                                    | 2019 | —                           | —                           | —                           | —                           | —                           | —                           | —                           | —                           | —                           |               | Finding God Before God Finds Me |
| "Said & Done"                                    | 2019 | —                           | —                           | —                           | —                           | —                           | —                           | —                           | —                           | —                           |               | Finding God Before God Finds Me |
| "Never Know"                                     | 2019 | —                           | —                           | —                           | —                           | 25                          | —                           | —                           | —                           | —                           |               | Finding God Before God Finds Me |
| "Limits"                                         | 2020 | —                           | —                           | —                           | —                           | 19                          | —                           | —                           | —                           | —                           |               | Finding God Before God Finds Me |
| "The Death of Peace of Mind"                     | 2021 | —                           | 7                           | 30                          | 25                          | 2                           | 2                           | —                           | —                           | —                           | * RIAA: Ouro  | The Death of Peace of Mind      |
| "What Do You Want from Me?"/"Artificial Suicide" | 2021 | —                           | —                           | —                           | —                           | —                           | 22                          | —                           | —                           | —                           |               | The Death of Peace of Mind      |
| "Like a Villain"                                 | 2022 | —                           | 32                          | —                           | —                           | 10                          | 17                          | —                           | —                           | —                           |               | The Death of Peace of Mind      |
| "The Grey"                                       | 2022 | —                           | —                           | —                           | —                           | —                           | —                           | —                           | —                           | —                           |               | The Death of Peace of Mind      |
| "Nowhere to Go"                                  | 2022 | —                           | —                           | —                           | —                           | —                           | —                           | —                           | —                           | —                           |               | The Death of Peace of Mind      |
| "Just Pretend"                                   | 2022 | 45                          | 4                           | 11                          | 1                           | 1                           | 1                           | 18                          | —                           | 26                          | * RIAA: Ouro  | The Death of Peace of Mind      |
| "V.A.N" (com Poppy)                              | 2024 | —                           | —                           | 39                          | —                           | —                           | 1                           | —                           | 88                          | 25                          |               | Concrete Jungle [The OST]       |
| "The Drain" (com Health e Swarm)                 | 2024 | —                           | —                           | —                           | —                           | —                           | 6                           | —                           | —                           | —                           |               | Concrete Jungle [The OST]       |

### Como artista convidado
| Título                                         | Ano  | Álbum     |
| ---------------------------------------------- | ---- | --------- |
| "Novocaine" (Too Close to Touch com Bad Omens) | 2024 | For Keeps |

## Videoclipes
| Título                       | Ano  | Álbum                           | Diretor(es)                    | Ref.   |
| ---------------------------- | ---- | ------------------------------- | ------------------------------ | ------ |
| "Glass Houses"               | 2015 | Bad Omens                       | Orie McGinness                 | [ 16 ] |
| "Exit Wounds"                | 2016 | Bad Omens                       | Orie McGinness                 | [ 17 ] |
| "The Worst in Me"            | 2016 | Bad Omens                       | Orie McGinness                 | [ 18 ] |
| "The Fountain"               | 2016 | Bad Omens                       | Orie McGinness                 | [ 19 ] |
| "Careful What You Wish For"  | 2018 | Finding God Before God Finds Me | Orie McGinness                 | [ 20 ] |
| "The Hell I Overcame"        | 2018 | Finding God Before God Finds Me | Orie McGinness                 | [ 21 ] |
| "Burning Out"                | 2019 | Finding God Before God Finds Me | Orie McGinness                 | [ 22 ] |
| "Dethrone"                   | 2019 | Finding God Before God Finds Me | Orie McGinness, Noah Sebastian | [ 23 ] |
| "Limits"                     | 2020 | Finding God Before God Finds Me | Orie McGinness                 | [ 24 ] |
| "The Death of Peace of Mind" | 2021 | The Death of Peace of Mind      | Orie McGinness                 | [ 25 ] |
| "Artificial Suicide"         | 2022 | The Death of Peace of Mind      | Orie McGinness                 | [ 26 ] |
| "Like a Villain"             | 2022 | The Death of Peace of Mind      | Orie McGinness                 | [ 27 ] |
| "Nowhere to Go"              | 2022 | The Death of Peace of Mind      | Orie McGinness                 | [ 28 ] |
| "Concrete Jungle"            | 2022 | The Death of Peace of Mind      | Orie McGinness                 | [ 29 ] |
| "Just Pretend"               | 2023 | The Death of Peace of Mind      | Erik Rojas                     | [ 30 ] |
| "V.A.N"                      | 2024 | Concrete Forever                | Garrett Nicholson e Poppy      | [ 31 ] |